# 9074 Йосукейосіда
9074 Йосукейосіда (9074 Yosukeyoshida) — астероїд головного поясу, відкритий 31 березня 1994 року.
Тіссеранів параметр щодо Юпітера — 3,514.
Названо на честь Йосуке Йосіди (яп. ようすけ・よしだ(吉田洋介) йо:суке йосіда).